# Würdinghausen

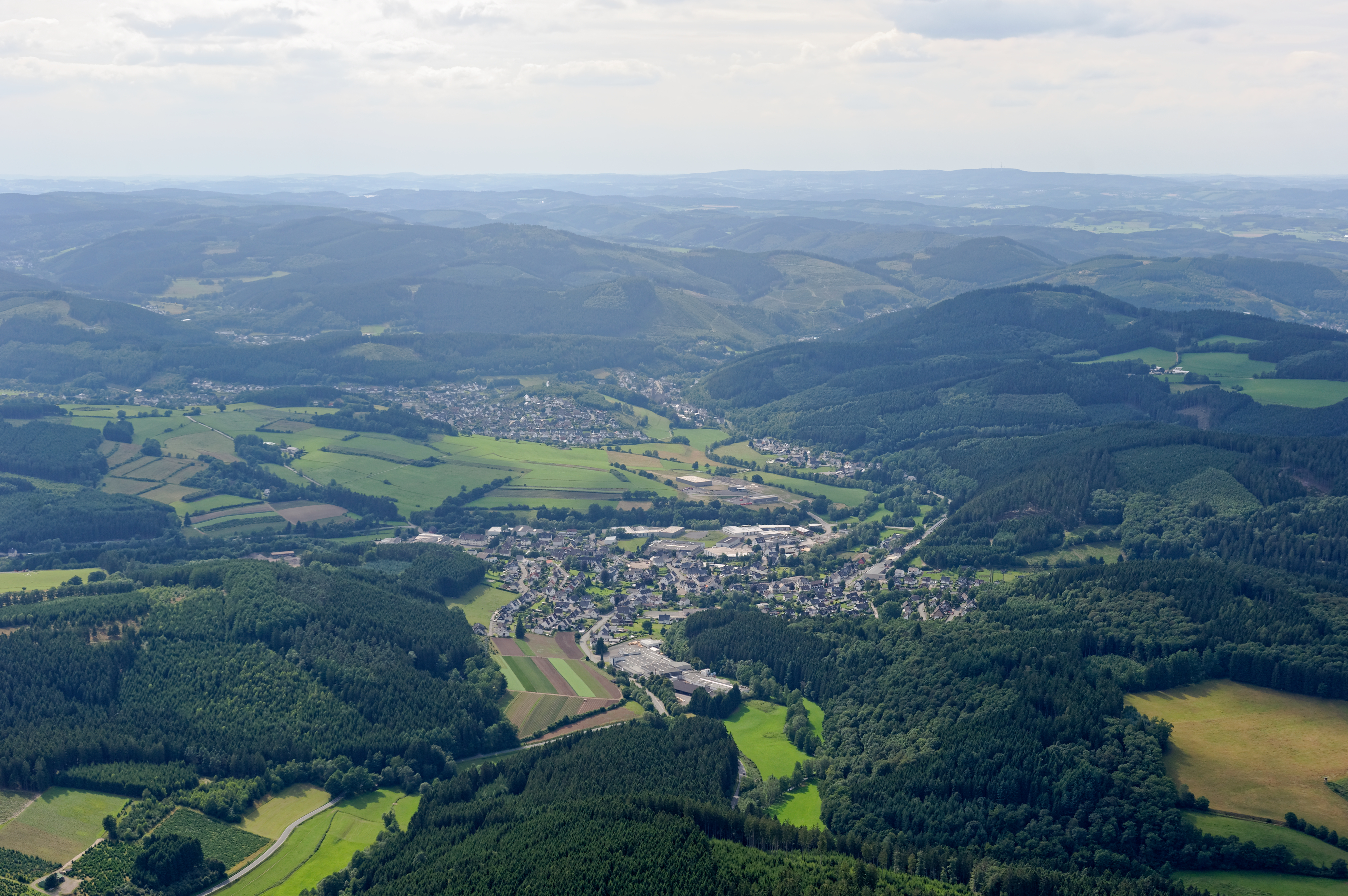
Luftbild von Würdinghausen, dahinter Kirchhundem

Würdinghausen ist ein Dorf im Norden der Gemeinde Kirchhundem im Kreis Olpe (Nordrhein-Westfalen). Mit mehr als 1000 Einwohnern zählt es zu den drei größten Ortsteilen der Gemeinde.

## Geografie

### Geografische Lage
Würdinghausen liegt an den westlichen Ausläufern des Rothaargebirges im Hundemtal östlich vom Hauptort der Gemeinde Kirchhundem. Das Dorf wird außer vom Hundemfluss, der von Osten aus Richtung Oberhundem kommend nach Westen fließt, vom Albaumer Bach berührt, der von Süden aus Richtung Heinsberg kommend westlich von Würdinghausen in die Hundem mündet. Das Dorf liegt zwischen den Bergen Königsberg (436,7 m) im Südosten, Stüvelhagen (616,5 m) im Südwesten, Ilberg (620,8 m) im Nordosten und Kuhhagen (452 m) im Norden. Der Ortskern selbst liegt auf einer Höhe von etwa 322 m über NN.

### Nachbarorte
Nachbarorte von Würdinghausen sind die Dörfer Selbecke und Oberhundem im Osten, Marmecke im Südosten, Böminghausen und Albaum im Süden, Flape im Südwesten, Herrntrop im Westen und Langenei (Stadt Lennestadt) im Norden.

## Geschichte

### Mittelalter
Ins Licht der Geschichte trat der Ort erstmals im Jahr 1270, als Siffridus de Wordinchusen und Gerhardus de Wordinchusen als Zeugen in einer Urkunde erschienen. Die beiden Urkundenzeugen sind als dem Adelsgeschlecht derer „von Würdinghausen“ zugehörig anzusprechen. Die Geschichte dieses Geschlechts bleibt ansonsten allerdings weitgehend ungeklärt. Die relativ späte Ersterwähnung des Ortes sagt noch nichts über das eigentliche Alter aus. Rückschlüsse darauf lassen sich vielmehr aus dem Ortsnamen ziehen. Mit den Orten Emlinghausen, Böminghausen und Bettinghausen (heute Bettinghof) gehört Würdinghausen zu den so genannten Inghausen-Orten in der Gemeinde Kirchhundem, die von einer ersten Ausbauphase nach der Besiedelung des Hundemgebietes im Bereich des heutigen Alten Feldes zeugen. Die Gründung dieser Inghausen-Orte dürfte ungefähr im Zeitraum zwischen 850 und 950 erfolgt sein. Um 1285 und um 1360 wurden die Herren von Matenbike (Mathmecke bei Wenholthausen) mit Gütern in Würdinghausen belehnt. Unklar ist, ob hier ein Zusammenhang mit dem Adelssitz derer von Würdinghausen bestand. Die Höfe der von Matenbike kamen später an die Herren von und zu Bruch und dann an die Herren von Fürstenberg.
Mit dem Erwerb der saynschen Lehnrechte an der Herrschaft Bilstein durch Graf Engelbert III. von der Mark wurde Würdinghausen 1359 märkisch. Nach Belagerung der Burg Bilstein durch Erzbischof Dietrich von Moers wurde das Gebiet 1445 dem kurkölnischen Herzogtum Westfalen angegliedert. Seitdem gehörte Würdinghausen zum kurkölnischen Amt Bilstein.

### Neuzeit
Die kurkölnische Herrschaft dauerte bis 1802/1803, als infolge des Reichsdeputationshauptschlusses die geistlichen Fürstentümer aufgelöst wurden. Das Herzogtum Westfalen wurde dabei dem Großherzogtum Hessen-Darmstadt zugeteilt, kam aber bereits 1816 durch die Verhandlungen des Wiener Kongresses an Preußen. Würdinghausen wurde 1808 zu einem Schultheißenbezirk mit Peter Liese als Schultheiß. Zu dem Bezirk gehörten auch das Eisenwerk bei Würdinghausen und die Ortschaft Böminghausen. Administrativ war Schultheiß Liese auch für die Orte Ober- und Niederalbaum eingesetzt. 1826 wurden anstelle der Schultheißenbezirke Bürgermeistereien gebildet, die in der Regel vier Kirchspiele umfassten. Würdinghausen kam mit dem Kirchspiel Kirchhundem dabei zur Bürgermeisterei Bilstein. Bereits 1829 erfolgte eine Neueinteilung der Bürgermeistereien. Dabei kam Würdinghausen mit dem Kirchspiel Kirchhundem zur neuen Bürgermeisterei Kirchhundem. Aufgrund der Landgemeindeordnung für die Provinz Westfalen vom 31. Oktober 1841 kam es erneut zu einer Änderung in der unteren Verwaltungsebene. Dabei wurden die Ämter gebildet. Zu einem Amt gehörten mehrere politische Gemeinden, die in der Regel mit den Kirchspielen identisch waren. Würdinghausen gelangte nun mit der politischen Gemeinde Kirchhundem zum 1843/44 gebildeten Amt Kirchhundem. Das Amt wurde 1969 aufgelöst, und Würdinghausen kam anlässlich der Kommunalen Neugliederung zur heutigen Gemeinde Kirchhundem.
In den Schatzungsregistern des 16. Jahrhunderts werden für Würdinghausen 20 Abgabepflichtige genannt. Einen demographischen Rückgang gab es offenbar in der Zeit des Dreißigjährigen Krieges. Nach dem Schatzungsregister von 1649 gab es nur noch 13 Steuerpflichtige. Von diesen waren sechs frei bilsteinische Bauern, die anderen Eigenhörige der adeligen Häuser von Bruch, von Lahr, von Schade zu Ahausen und von Ohle.
Würdinghausen liegt an der Route des sogenannten Kriegerweges, einer historischen Fernstraße zwischen Paderborn und Siegen. Dadurch bedingt gab es im Ort zahlreiche Fuhrleute, die insbesondere Salz von den westfälischen Salinen in den Süden transportierten. Zur Überwindung des Gebirgspasses zwischen Hundem- und Lennetal leisteten die Würdinghauser außerdem Vorspanndienste.
Bereits früh war das Dorf auch durch Gewerbebetriebe geprägt. Die Flurbezeichnung „Singerwiese“ deutet bereits auf mittelalterliche Eisenverhüttung hin. 1625 legte Dietrich Hermann von und zu Bruch eine Eisenhütte an der Hundem an; 1661 wird ein wieder instand gesetzter Eisenhammer erwähnt, das heißt, er wurde offenbar aus der vormaligen Hütte umgebaut. Wahrscheinlich ist ebenfalls dieser Hammer gemeint, der 1711 als Blechhammer mit zwei Feuern betrieben wurde. Durch Verpfändung ging der Hammer 1763 von der Familie von Bruch an die bergische Familie Clarenbach. 1776 war das Werk im Besitz der Familie von Schade und 1808 gehörte es den Olpern Gerlach Hupperz und Amtsverwalter Hermann Josef Zeppenfeld. 1810 wurde der Hammer abgebrochen. Etwa zur gleichen Zeit wurde am Albaumer Bach die neue Würdinghauser Hütte errichtet. 1833 wurde auf dem Gefälle des Albaumer Baches die sogenannte „Kuhlenberger Hütte“ eingerichtet, die ihr Eisenerz hauptsächlich von der Grube Kuhlenberg bei Varste bezog. Das Werk wurde bereits 1847 stillgelegt. Die Anlagen der Kuhlenberger Hütte wurden von Johann Josef Liese aus Würdinghausen erworben, der darin eine Lohmühle und einen Stahlhammer betreiben wollte. Bezeugt ist der Betrieb der Lohmühle. Die Familie Liese betrieb bis 1890 in Würdinghausen eine Gerberei. Ein anderer Gewerbezweig war im 19. Jahrhundert die Tabakverarbeitung in Würdinghausen. Die Tabakfabrik der Gebrüder Schulte hat bis kurz nach dem Zweiten Weltkrieg bestanden.

### Religionen

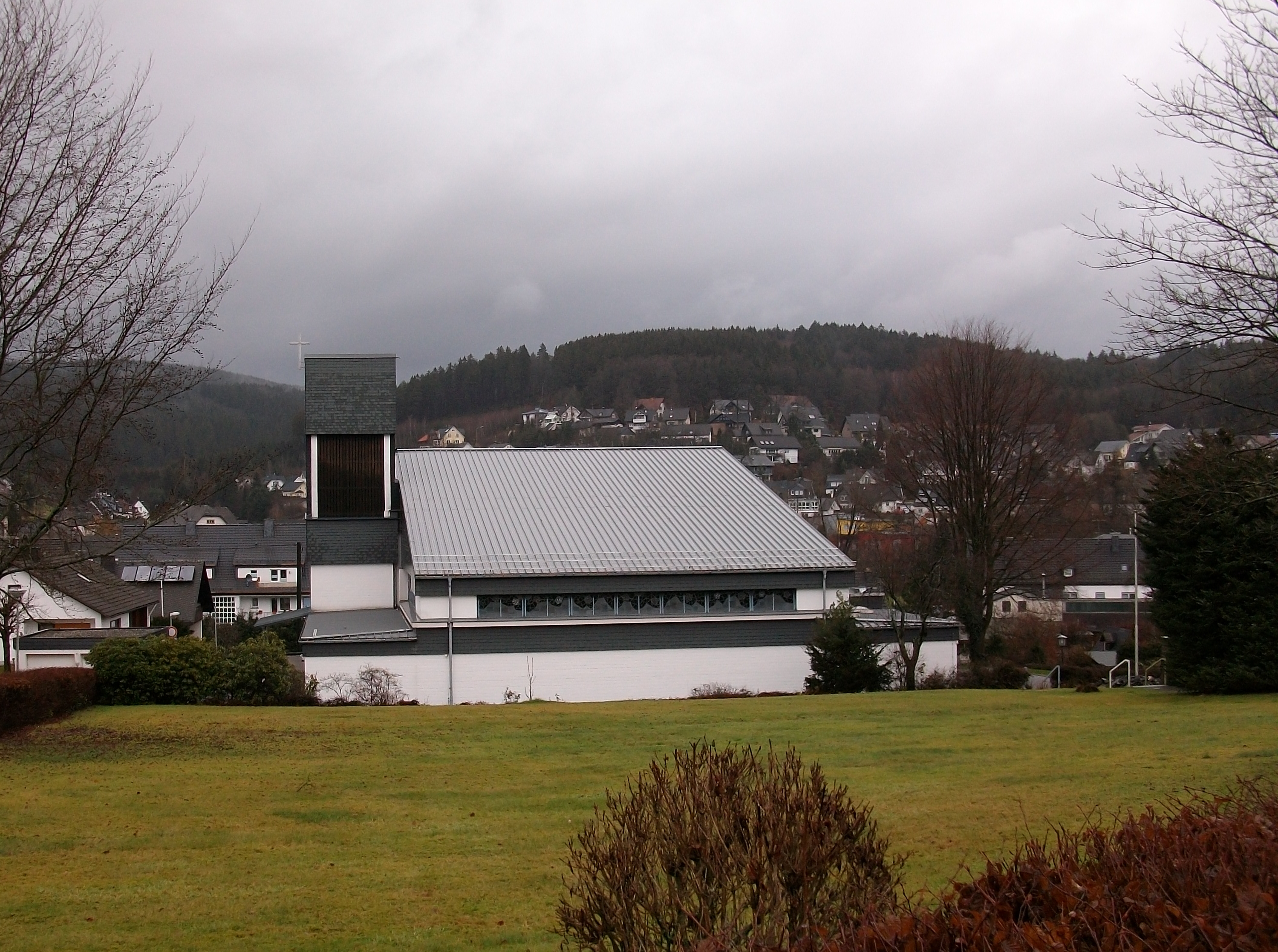
St. Bartholomäus Würdinghausen

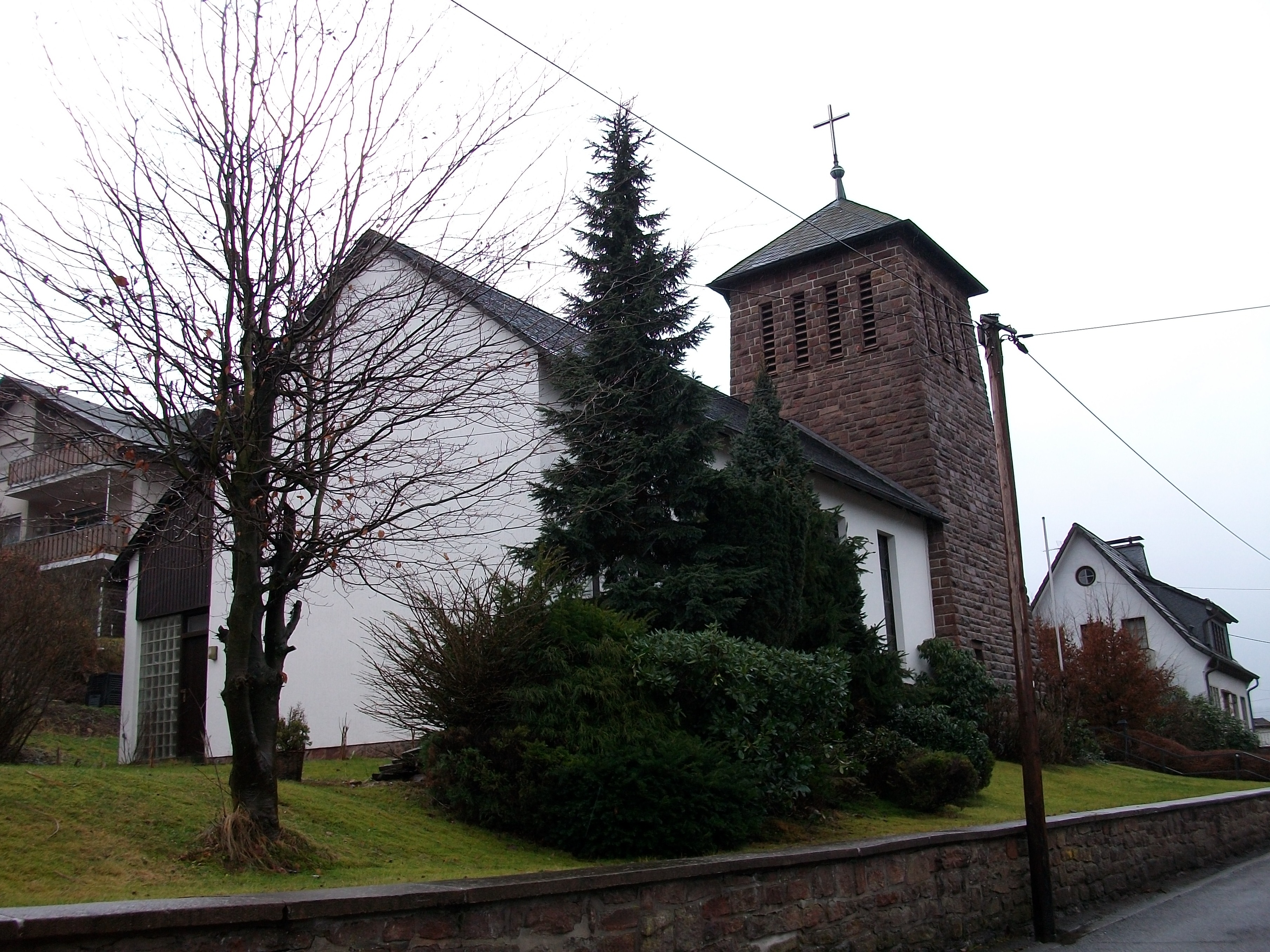
Emmauskirche Würdinghausen

Durch die historische Zugehörigkeit zum kurkölnischen Herzogtum Westfalen war Würdinghausen vormals hauptsächlich katholisch geprägt. Der demographische Wandel – insbesondere durch die Ereignisse des Zweiten Weltkrieges – veränderte dies. Durch die Niederlassung von Flüchtlingen und Vertriebenen aus den früheren deutschen Ostgebieten nahm der Anteil der evangelischen Bevölkerung zu.
Das Dorf gehört zur katholischen Pfarrgemeinde Kirchhundem. Eine dem hl. Bartholomäus geweihte Kapelle wird in Würdinghausen 1628 erwähnt. Seit 1920 erfolgte eine seelsorgliche Betreuung durch die Patres von der Heiligen Familie von der Missionsschule des Ordens aus, die in der Adolfsburg in Oberhundem eingerichtet war. 1937/38 wurde eine neue Kapelle erbaut. Zum 1. Dezember 1956 wurde die Pfarrvikarie Würdinghausen eingerichtet. 1974/75 erbaute man eine neue katholische Kirche.
Die evangelische Emmaus-Kirche wurde in den Jahren 1958/59 erbaut.

### Einwohnerentwicklung
| Jahr | Einwohnerzahl |
| ---- | ------------- |
| 1930 | 376           |
| 1951 | 647           |
| 1961 | 940           |
| 1965 | 1053          |
| 1969 | 1096          |
| 1974 | 1112          |
| 1978 | 1100          |
| 1985 | 1097          |
| 1990 | 1074          |
| 2010 | 1014          |

## Kultur und Sehenswürdigkeiten
In der Nähe der K 27 von Würdinghausen nach Saalhausen befindet sich zwischen Ilberg und Kirchberg das Steinerne Kreuz, ein dem heiligen Nikolaus geweihter Bildstock von 1713. Der Bildstock ist in Verbindung mit dem hier entlang führenden Kriegerweg (siehe „Verkehr“) zu sehen. An ihn rankt sich die Sage, dass ihn ein Ritter aus Dankbarkeit für die Errettung aus den Fluten der Lenne errichtet hat. Der Bildstock ist eingetragenes Baudenkmal der Gemeinde Kirchhundem. Das Steinerne Kreuz liegt unmittelbar am Zubringerweg von Altenhundem (Lennestadt) zum Rothaarsteig.

### Musik
In Würdinghausen gibt es die Chorgemeinschaft Via Nova. Ein gemischter Kirchenchor besteht gemeinsam mit dem Pfarrort Kirchhundem.

### Verkehr
Würdinghausen liegt an dem historischen Fernweg „Kriegerweg“, ein Höhenweg, der von Paderborn über Meschede nach Siegen führte. In Würdinghausen gab es eine Zollstelle an dieser überregionalen Straße. Der Kriegerweg hatte zu Beginn des 19. Jahrhunderts seine Bedeutung verloren, diente aber noch als Hauptkommunikationsweg zwischen Würdinghausen und Hilchenbach. 1849 wurde die Hundemtalstraße zwischen Kirchhundem und Oberhundem fertiggestellt, und 1853/54 begann der Straßenbau in Richtung Heinsberg. Heute handelt es sich bei diesen Straßen um die L 553 von Kirchhundem in Richtung Oberhundem und die L 713 in Richtung Heinsberg, über die man weiter in den Kreis Siegen-Wittgenstein gelangt. Eine weitere Verkehrsverbindung besteht durch die K 27 von Würdinghausen nach Saalhausen (Lennestadt).
Die 1914 eröffnete Nebenstrecke zur Ruhr-Sieg-Eisenbahn von Altenhundem nach Birkelbach (heute Erndtebrück, Krs. Siegen-Wittgenstein) wurde am Ende des Zweiten Weltkrieges durch Brückensprengungen weitgehend zerstört. Gütertransport zum Bahnhof Würdinghausen fand noch bis 1981 statt.

### Bildung
Die Ortschaft Würdinghausen hat einen Kindergarten „Rappelkiste“, dessen Träger ein Elternverein ist.
Im Ort befand sich bis zum Sommer 2013 eine Gemeinschaftsgrundschule der Gemeinde Kirchhundem. Die Kinder des Ortes besuchen seit der Schließung die Grundschulen in  Heinsberg oder Kirchhundem.
Weiterführende Schulen gibt es in Kirchhundem (Hauptschule) und Lennestadt (Realschule und Gymnasien). Würdinghausen befindet sich im Einzugsbereich der Universität Siegen.

## Söhne und Töchter des Ortes
- Heinrich Steinhoff (um 1560–1611), Abt des Klosters Grafschaft
- Wilhelm Liese (1876–1956), katholischer Priester, Schriftsteller, Redakteur und Archivar
- Regina Stracke (1883–1963), Missionarin und Ordensgründerin